# Pere Huguet i Puigderrajols
Pere Huguet i Puigderrajols (Banyoles, 1886 - Barcelona, 1953) fou un metge català i polític del Partit Republicà Radical.
Va ser metge de capçalera del que seria l'alcalde de Barcelona Joan Pich i Pon. Després dels Fets d'Octubre de 1934, el mateix Joan Pich i Pon, en aquells moments governador general de Catalunya i president de la Generalitat de Catalunya de forma interina per imposició de la república espanyola, va nomenar-lo conseller d'Assistència Sanitària i després de Sanitat durant 7 de mesos fins al novembre de 1935.